# 小倉沙耶
小倉 沙耶（こくら さや、本名非公表、1980年3月30日 - ）は、日本の女性インディーズタレント。

## 人物・来歴
愛知県豊橋市出身。所属事務所は、アストルプロダクツ → コクラノオフィス（自身の個人事務所）。既婚。
小倉の読みは一般的には「おぐら（ogura）」なため「おぐら」と読まれやすいが、
北九州市の小倉と同じく「こくら（kokura）」である。
2002年デビュー。「鉄道アーティスト」を名乗り、鉄道事業者やその関連企業が主催するイベントでのMCや歌手活動などを行っている。鉄道、特に貨車や気動車、レールに対する造詣が深く、テレビ、ラジオ、出版物などの媒体でその魅力と知識を紹介している。2009年9月に「明知鉄道観光大使」に任命された。
デビュー当初は「2代目鷹取まや」という肩書きも名乗っていたが、当初より芸名は「小倉沙耶」である。
関西ウォーカー発の鉄道ユニットSUY'tsのメンバーである。

## 出演

### 鉄道関連イベント
- 阪堺電気軌道（列車貸切イベント・メインゲスト参加）
- 愛知環状鉄道（列車貸切イベント・メインゲスト参加）
- JR東海飯田線（ユーロライナー貸切イベント・メインゲスト参加）
- 名鉄パレ神宮百貨店（現：パレマルシェ神宮）ミニライブ・トークショー
- パレマルシェ西春（鉄道イベントMC）
- 関東鉄道（ディスカバートレイン出発式・メインゲスト参加）
- スルッとKANSAIバスまつり（イベント総合MC・2008年～2016年）
- 関東鉄道（鉄道の日イベント・イベントMC）
- 銀座パノラマ尼崎店オフ会（ゲスト出演）
- 三木鉄道（ラストクリスマスイベント・企画/司会等）
- コミックマーケット73（ゲスト参加）
- 鉄道わくわくフリーマーケット（ゲスト参加）
- ギャラリー・アビィ企画展「続々・夜のスケッチ」（ポートフォリオ展示）
- 明知鉄道の魅力再発見ツアー（企画・明知鉄道案内人）
- 三木鉄道最終列車出発式（改札・花束贈呈）
- 第42回全国センター合同物産観光展（ゲスト参加）
- 中部運輸局 鉄道の日記念イベント 2009年10月11日
- JR東海「佐久間レールパーク」フィナーレイベント 2009年11月1日
- としまえん鉄道＆バスフェスタ2009（ステージMC・西武豊島園駅古レール見学会アテンド）2009年11月8日
- 東京カルチャーカルチャー 鉄イッターサミット 2011年2月6日（プロデュース・司会進行）
- リニア・鉄道館 春のイベント スギテツ&JR東海音楽クラブ JR30周年コンサート 2017年4月16日 （司会進行・サクソフォーンで演奏に参加）

### 書籍・雑誌
- モハようございます。あの人はなぜ鉄道にハマるのか?（吉田一紀著・オーム社刊）
- BE-PAL（小学館）
- Rail Magazine（ネコパブリッシング）
- 週刊プレイボーイ2008年11月24日号（集英社）。鉄道関係の座談会にて、中嶋春香・桜井せな・史絵.と共演。
- 旅する鉄道Vol.01（枻出版社）
- 鉄道旅行Vol.02～Vol.05（ネコパブリッシング）
- ノスタルジック・トレインVol.02～Vol.05（芸文社）

### テレビ・ラジオ
- NHKラジオ第1『金曜旅倶楽部 鉄道とっておき話』
- Radio-f『日本一のラジオショウ』
- ラジオカロスサッポロ『まゆ+』
- CBC『そこが知りたい 特捜!板東リサーチ』
- CBC『イッポウ』
- 『鉄音アワー』（第150号および第153号「鉄女育成スクール」内）
- メディアスエフエム 『気になるカルチャー 小倉沙耶の鉄道物語』2018年1月～放送中

毎月 第１金曜日20:00(初回放送) 土曜日19:00(再放送) 日曜日16:00(再放送)
第2 金曜日20:00(再放送) 土曜日19:00(再放送)　日曜日16:00(再放送)

### CD
- 『花降る駅で』／『まだ見ぬあなたに逢えるよ～For Saya～』（インディーズCD）[1]
- 『アケチで見つけたスローライフ』／『岩泉』（インディーズCD） 2009年5月リリース
- 『不思議な呪文はワタシトチコクホヨ』

2020年12月リリース

## 関連人物
- 桜井せな - 2008年11月24日号（2008年11月10日発売）の週刊プレイボーイで、鉄道関係の座談会で共演。
- 渡部史絵 - 同上
- 中嶋春香 - 同上
- 桜井ういよ - SUY'ts（小倉・桜井・斉藤で結成されたユニット）のメンバー。
- 斉藤雪乃 - 同上
- 伊藤桃 - アイドル、タレント。JR旅客鉄道全線の乗車を達成（＝完乗）したことで知られる。小倉が鉄道イベントへ伊藤を招聘するなど親交がある。